# Abel Tasman
Abel Janszoon Tasman (Lutjegast, 1603. – Batavia, Java, 10. listopada 1659.), nizozemski istraživač i pomorac.

## Životopis
Rođen je u pokrajini Groningen. Poznat po svojim putovanjima 1642. i 1644., u službi nizozemskog istočnoindijskog društva. Njegovom su ekspedicijom prvi Europljani došli do otoka Van Diemenove zemlje (danas Tasmanija i Novi Zeland). Zaslužan je za izradu zemljopisnih karata značajnih dijelova Australije. 

## Eponimski izrazi
Kao i kod drugih istraživača, Tasmanu u čast su imenovana mnoga mjesta. To su:
- otok Tasmanija
- poluotok Tasman
- Tasmanov most
- Tasmanova autocesta
- trajekt Abel Tasman
- Tasmanovo more
- na Novom Zelandu: Tasmanov ledenjak i Nacionalni park Abel Tasman

## Vanjske poveznice
- Prijepis paira o Tasmanovim putovanjima, pročitanog Kraljevskom društvu Tasmanije 1895.